# Rita Marley
Alpharita Constantia "Rita" Marley, OD (sinh ngày 25 tháng 7 năm 1946), là một ca sĩ người Jamaica gốc Cuba và là góa phụ của Bob Marley. Cô là thành viên của nhóm I Threes, cùng với hai thành viên là Marcia Griffiths và Judy Mowatt, những ca sĩ ủng hộ cho Bob Marley và nhóm the Wailers.

## Tiểu sử

### Cuộc đời lúc trẻ và kết hôn với Bob Marley
Rita sinh ra ở Santiago de Cuba. Cô lớn lên ở phía trên của Đại lộ Beachwood, nằm ở Kingston, Jamaica. Trong cuốn sách No Woman, No Cry: My Life with Bob Marley, cô mô tả cách cô được nuôi dưỡng bởi cô Viola trên đường Greenwich Park.
Vào giữa những năm 1960, Rita gặp Bob Marley sau khi gặp Peter Tosh. Sau khi biết rằng cô là ca sĩ, cô được yêu cầu thử giọng cho Soulettes. Nhóm gồm Rita, người anh em họ Constantine "Dream" Walker, và Marlene "Precious" Gifford Bob Marley, người sau này là thành viên của bộ ba ca sĩ của nhóm the Wailers cùng với Bunny Livingston và Peter Tosh. Bob Marley và Rita sau đó đã yêu nhau.
Soulettes phát hành bản thu âm bao gồm các giai điệu rockstead như "Time for Everything", "Turn Turn Turn" (phát hành năm 1966, đây là bản cover của bài hát hit The Byrds dựa trên trích dẫn của Kinh Thánh) và "A Deh Pon Dem". "Friends and Lovers", "One More Chance" và "That Ain't Right" (có giọng hát chính của nhóm the Wailers), cũng như một bản song tấu của Rita và Bunny Livingston, "Bless You" đã được phát hành năm sau đó trong album Lovers and Friends.
Sau những bản thu âm của hãng Studio One do Bob đào tạo, Rita kết hôn với Bob Marley vào khoảng tháng 2 năm 1966, ngay trước khi chồng cô chuyển tới Wilmington, Delaware (Mỹ) trong vài tháng để kiếm sống tại khách sạn Dupont ở đó. Bob được thay thế bởi Constantine "Vision" Walker, người đã thu âm một vài bài hát với tư cách là một thành viên của The Wailers trong giai đoạn này.

### Cuộc đời về sau
Sau cái chết của Marley, cô đã thu âm một vài album dưới tên của mình với một số thành công ở Anh. Một phiên bản cover năm 1982 của bài hát "One Draw" của Love Joys là một đĩa đơn thành công ở châu Âu.
Năm 1986, Rita quyết định chuyển ngôi nhà của Bob Marley thành Bảo tàng Bob Marley. Cô là người sáng lập và chủ tịch của Quỹ Robert Marley, Bob Marley Trust và tập đoàn Bob Marley. Cô đã nhận nuôi 35 trẻ em ở Ethiopia và đã hỗ trợ hơn 200 trẻ em tại trường Konkonuru Methodist ở Ghana.
Năm 2000, Marley đã thành lập tổ chức Rita Marley Foundation, một tổ chức phi chính phủ, phi lợi nhuận, không đảng phái, làm việc để giảm nghèo đói ở các nước đang phát triển. Nó đặc biệt chú ý vào người già và thanh thiếu niên. Nó đã đưa ra một số học bổng cho sinh viên âm nhạc ở Ghana. Nó tổ chức các buổi hòa nhạc Châu Phi hàng năm nhằm nâng cao nhận thức toàn cầu về các vấn đề ảnh hưởng đến Châu Phi và phát triển các giải pháp lâu dài.
Năm 1996, Rita Marley được chính phủ Jamaica trao tặng Huân chương Order of Distinction và năm 2010 đã nhận được Giải thưởng Marcus Garvey Lifetime. Vào ngày 3 tháng 8 năm 2013, cô đã được nhận giải thưởng Công dân danh dự của Ghana từ chính phủ Ghana. Vào tháng 11 năm 2015 Marley được trao bằng Tiến sĩ danh dự của Đại học Tây Ấn.
Năm 2004, Trong khi quảng bá cuốn hồi ký No Cry: My Life with Bob Marley, Rita cáo buộc Bob Marley đã cưỡng hiếp cô vào năm 1973. Cô nói với tờ Daily Mirror rằng cô đã từng từ chối quan hệ với chồng vì sự không chung thủy của anh, nhưng vô ích. "Anh ấy nói với tôi," Không, cô là vợ tôi và cô phải làm thế. " Vì vậy, Bob đã ép buộc tôi, và tôi gọi đó là cưỡng hiếp. "